# Massu (Hanila)
Massu – wieś w Estonii, w prowincji Lääne, w gminie Hanila.